# Parigi-Bruxelles 1936
La Parigi-Bruxelles 1936, ventottesima edizione della corsa, si svolse il 19 aprile 1936 su un percorso di 384 km, con partenza da Parigi e arrivo a Bruxelles. Fu vinta dal belga Eloi Meulenberg davanti ai suoi connazionali Frans Bonduel e Louis Hardiquest.

## Ordine d'arrivo (Top 10)
| Pos. | Corridore        | Squadra | Tempo |
| ---- | ---------------- | ------- | ----- |
| 1    | Eloi Meulenberg  |         |       |
| 2    | Frans Bonduel    |         |       |
| 3    | Louis Hardiquest |         |       |
| 4    | Sylvere Maes     |         |       |
| 5    | Léon Louyet      |         |       |
| 6    | Robert Wierinckx |         |       |
| 7    | Alfons Deloor    |         |       |
| 8    | Gustaaf Deloor   |         |       |
| 9    | Jean Wauters     |         |       |
| 10   | Jozef Huts       |         |       |